# Landtagswahlkreis Minden-Lübbecke II
Der Landtagswahlkreis Minden-Lübbecke II ist ein Landtagswahlkreis im Kreis Minden-Lübbecke. Er umfasst die Städte Minden und Porta Westfalica sowie die Stadtteile Bad Oeynhausen, Lohe und Rehme der Stadt Bad Oeynhausen.

## Geschichte
Von 1980 bis 2000 umfasste Minden-Lübbecke II Bad Oeynhausen, Porta Westfalica und Hille, Minden bildete mit Petershagen den Landtagswahlkreis Minden-Lübbecke III, der durch die Reduzierung der Landtagswahlkreise in Nordrhein-Westfalen aufgelöst wurde.
Seit der Landtagswahl in Nordrhein-Westfalen 2005 umfasste der Wahlkreis die Städte Bad Oeynhausen, Minden und Porta Westfalica. Zur Landtagswahl 2017 wurde Bad Oeynhausen herausgelöst und aufgeteilt: Die Stadtteile Bad Oeynhausen, Lohe und Rehme kamen zum Landtagswahlkreis Herford I – Minden-Lübbecke III, die Stadtteile Dehme, Eidinghausen, Volmerdingsen, Werste und Wulferdingsen zum Wahlkreis Herford II – Minden-Lübbecke IV. Zur Landtagswahl 2022 kamen die Stadtteile Bad Oeynhausen, Lohe und Rehme wieder zum Wahlkreis Minden-Lübbecke II.

## Landtagswahl 2022
Die Landtagswahl fand am 15. Mai 2022 statt. Christina Weng wurde mit 37,2 % direkt in den Landtag gewählt. Die Wahlbeteiligung betrug 51,0 %.
| Direktkandidat   | Partei | Partei                | Erststimmen in % | Zweitstimmen in % |
| ---------------- | ------ | --------------------- | ---------------- | ----------------- |
| Jonas Horstmann  |        | CDU                   | 29,8             | 29,7              |
| Christina Weng   |        | SPD                   | 37,2             | 33,0              |
| Jana Sasse       |        | Bündnis 90/Die Grünen | 16,7             | 16,9              |
| Matthias König   |        | FDP                   | 5,8              | 5,9               |
| Thomas Röckemann |        | AfD                   | 7,0              | 6,9               |
| —                |        | Die Linke             | —                | 2,0               |
| Michael Müller   |        | Freie Wähler          | 2,2              | 1,1               |
| Werner Birtsch   |        | dieBasis              | 1,2              | 1,0               |
| —                |        | Sonstige              | —                | 3,6               |

## Landtagswahl 2017
89.671 Personen waren wahlberechtigt. Davon gaben 53.905 Menschen ihre Stimme ab, was einer Wahlbeteiligung von 60,11 % entspricht. Gewinnerin ist die SPD Kandidatin und stellvertretende Kreisverbandsvorsitzende der SPD Minden-Lübbecke Christina Weng. Sie ist zum ersten Mal in den Landtag gewählt worden. Daneben wurde der AfD-Direktkandidat Thomas Röckemann über den Listenplatz 16 der Landesliste seiner Partei in den Landtag gewählt. Die bisherige Landtagsabgeordnete Kirstin Korte (CDU) verpasste zunächst den Wiedereinzug in den Landtag, da die CDU-Landesliste aufgrund der hohen Zahl an Direktmandaten nicht zog. Sie rückte aber bereits am 30. Juni 2017 für Andrea Milz nach, die zur Staatssekretärin im Kabinett Laschet ernannt worden war.
| Direktkandidat   | Partei   | Erststimmen in % | Zweitstimmen in % |
| ---------------- | -------- | ---------------- | ----------------- |
| Christina Weng   | SPD      | 42,66            | 38,67             |
| Kirstin Korte    | CDU      | 32,71            | 27,58             |
| Bettina Fugh     | GRÜNE    | 5,48             | 6,57              |
| Nikolaus Netzel  | FDP      | 7,18             | 10,86             |
| Siegbert Molitor | PIRATEN  | 1,47             | 0,97              |
| Nadja Bühren     | LINKE    | 4,52             | 4,84              |
| Thomas Röckemann | AfD      | 5,97             | 7,53              |
| —                | Sonstige | —                | 2,98              |

## Landtagswahl 2012
Von 128.556 Wahlberechtigten gaben 70.823 (55,1 %) ihre Stimme ab. Bei der Landtagswahl 2012 direkt gewählte Abgeordnete ist Inge Howe von der SPD. Kirstin Korte von der CDU und Kai Abruszat von der FDP unterlagen in der Direktwahl, zogen aber beide über die Landeslisten ihrer Parteien in den Landtag ein.
| Direktkandidat  | Partei       | Erststimmen in % | Zweitstimmen in % |
| --------------- | ------------ | ---------------- | ----------------- |
| Kirstin Korte1  | CDU          | 28,0             | 23,6              |
| Inge Howe       | SPD          | 47,3             | 42,9              |
| Bettina Fuhg    | GRÜNE        | 8,0              | 11,0              |
| Kai Abruszat1   | FDP          | 6,3              | 8,6               |
| Andreas Korf    | LINKE        | 2,4              | 2,4               |
| Alexander Jäger | PIRATEN      | 7,4              | 7,7               |
| Thomas Heilig   | Freie Wähler | 0,6              | 0,4               |
| —               | Sonstige     | —                | 3,5               |

Quelle:
1Zogen über die Landesliste in den Landtag ein.

## Landtagswahl 2010
Wahlberechtigt waren 129.385 Einwohner. Wahltag zur Landtagswahl in Nordrhein-Westfalen 2010 war Sonntag, der 9. Mai 2010. Die Wahlbeteiligung betrug 55,1 Prozent.
| Direktkandidat       | Partei  | Erststimmen in % | Zweitstimmen in % |
| -------------------- | ------- | ---------------- | ----------------- |
| Karl Erich Schmeding | CDU     | 32,4 %           | 30,0 %            |
| Inge Howe            | SPD     | 46,0 %           | 40,8 %            |
| Bettina Fuhg         | GRÜNE   | 8,9 %            | 11,8 %            |
| Kai Abruszat         | FDP     | 4,8 %            | 5,9 %             |
| Jannik Seidler       | LINKE   | 5,0 %            | 5,9 %             |
| Matthias Detert      | PIRATEN | 1,2 %            | 1,2 %             |
| Hans-Jürgen Schubert | pro NRW | 1,3 %            | 1,2 %             |
| Sonstige             | —       | 0,1 %            | 3,2 %             |

## Landtagswahl 2005
Wahlberechtigt zur Landtagswahl in Nordrhein-Westfalen 2005 waren 129.971 Einwohner. Die Wahlbeteiligung betrug 58,9 Prozent.
| Direktkandidat         | Partei         | Stimmen in % |
| ---------------------- | -------------- | ------------ |
| Inge Howe              | SPD            | 42,4         |
| Ulrich Prasuhn         | CDU            | 39,8         |
| Marianne Thomann-Stahl | FDP            | 6,3          |
| Axel Nicke             | GRÜNE          | 5,4          |
| Edith Gutschmidt       | REP            | 1,0          |
| Johannes Goepel        | PBC            | 0,7          |
| Rainer Müller          | NPD            | 1,3          |
| Andreas vom Cleff      | ödp            | 0,2          |
| Angela Gradler-Gebecke | WASG           | 2,4          |
| Klaus Dieter Müller    | Einzelbewerber | 0,3          |
| Detlev Schönbeck       | Einzelbewerber | 0,2          |

## Wahlkreissieger
| Jahr | Wahlkreisname           | Gebiet                                   | Direktmandat        | Partei |
| ---- | ----------------------- | ---------------------------------------- | ------------------- | ------ |
| 1947 | 146 Minden-Süd          | Landkreis Minden                         | Gustav Ebert        | SPD    |
| 1950 | 146 Minden-Süd          | Landkreis Minden                         | Friedrich Kohlmeier | SPD    |
| 1954 | 146 Minden-Süd          | Landkreis Minden                         | Friedrich Kohlmeier | SPD    |
| 1958 | 146 Minden-Süd          | Landkreis Minden                         | Friedrich Kohlmeier | SPD    |
| 1962 | 146 Minden-Süd          | Landkreis Minden                         | Friedrich Kohlmeier | SPD    |
| 1966 | 148 Minden II           | Landkreis Minden                         | Friedrich Kohlmeier | SPD    |
| 1970 | 148 Minden II           | Kreis Minden                             | Reinhold Trinius    | SPD    |
| 1975 | 147 Minden-Lübbecke III | ehemaliger Kreis Minden                  | Reinhold Trinius    | SPD    |
| 1980 | 111 Minden-Lübbecke II  | Bad Oeynhausen, Hille, Porta Westfalica  | Reinhold Trinius    | SPD    |
| 1985 | 111 Minden-Lübbecke II  | Bad Oeynhausen, Hille, Porta Westfalica  | Reinhold Trinius    | SPD    |
| 1990 | 111 Minden-Lübbecke II  | Bad Oeynhausen, Hille, Porta Westfalica  | Reinhold Trinius    | SPD    |
| 1995 | 111 Minden-Lübbecke II  | Bad Oeynhausen, Hille, Porta Westfalica  | Reinhold Trinius    | SPD    |
| 2000 | 111 Minden-Lübbecke II  | Bad Oeynhausen, Hille, Porta Westfalica  | Karl-Heinz Haseloh  | SPD    |
| 2005 | 89 Minden-Lübbecke II   | Bad Oeynhausen, Minden, Porta Westfalica | Inge Howe           | SPD    |
| 2010 | 89 Minden-Lübbecke II   | Bad Oeynhausen, Minden, Porta Westfalica | Inge Howe           | SPD    |
| 2012 | 88 Minden-Lübbecke II   | Bad Oeynhausen, Minden, Porta Westfalica | Inge Howe           | SPD    |
| 2017 | 88 Minden-Lübbecke II   | Bad Oeynhausen, Minden, Porta Westfalica | Christina Weng      | SPD    |